# Informationssystemet för viseringar
Informationssystemet för viseringar (VIS) är Europeiska unionens databas för visum för kortare vistelse som utfärdas till tredjelandsmedborgare enligt den gemensamma viseringspolitiken. Systemet lagrar alfanumeriska uppgifter och fotografi samt biometriska data i form av fingeravtryck.
Systemet syftar till att underlätta tillämpningen av exempelvis Dublinförordningen och Schengenregelverket i Schengenområdet. Genom att inrätta den gemensamma databasen ska så kallad visumshopping förhindras, det vill säga en person som redan har sökt visum i en Schengenstat och fått avslag ska inte kunna söka visum i andra Schengenstater. Enligt Schengenregelverket ska den medlemsstat som beviljar visum även behandla personens asylansökan om en sådan lämnas in.
Databasens centrala system underhålls av Europeiska byrån för den operativa förvaltningen av stora it-system inom området frihet, säkerhet och rättvisa.
VIS togs i bruk gradvis under 2010-talets början. I slutet av februari 2016 var systemet fullt utbyggt. I varje medlemsstat finns en ansvarig nationell myndighet som har tillgång till databasen.
Endast medlemsstaterna inom Schengenområdet har full tillgång till VIS. Även Bulgarien och Rumänien hade tillåtelse att från och med den 25 juli 2021 komma åt information lagrad i VIS, men utan möjlighet till att göra några ändringar fram till att de anslöt sig till Schengenområdet den 31 mars 2024.
I juli 2021 godkände Europaparlamentet och Europeiska unionens råd en reform av VIS som innebär att systemet i framtiden även kommer att innehålla alla uppehållstillstånd och visum för längre vistelser som utfärdas av EU-länderna. Det nya systemet kommer dock tas i bruk först runt 2023.

## Driftsstart
VIS togs i bruk i etapper. Nedan redovisas vid vilka datum VIS har tagits i bruk vid konsulat runt om i världen samt vid gränsövergångsställena vid Schengenområdets yttre gränser.
| #  | Region                                                                                         | Antal stater | Driftsstart | Ref.   |
| -- | ---------------------------------------------------------------------------------------------- | ------------ | ----------- | ------ |
| 1  | Nordafrika                                                                                     | 6            | 2011-10-11  | [ 7 ]  |
| 2  | Mellanöstern (utom Palestina)                                                                  | 4            | 2012-05-10  | [ 8 ]  |
| 3  | Gulfregionen                                                                                   | 10           | 2012-10-02  | [ 9 ]  |
| 4  | Västafrika                                                                                     | 15           | 2013-03-14  | [ 10 ] |
| 5  | Centralafrika                                                                                  | 10           | 2013-03-14  | [ 10 ] |
| 6  | Östafrika                                                                                      | 13           | 2013-06-06  | [ 11 ] |
| 7  | Södra Afrika                                                                                   | 10           | 2013-06-06  | [ 11 ] |
| 8  | Sydamerika                                                                                     | 10           | 2013-06-06  | [ 12 ] |
| 9  | Centralasien                                                                                   | 5            | 2013-11-14  | [ 13 ] |
| 10 | Sydostasien                                                                                    | 10           | 2013-11-14  | [ 13 ] |
| 11 | Palestina                                                                                      | 1            | 2013-11-14  | [ 13 ] |
| 12 | Centralamerika                                                                                 | 6            | 2014-05-11  | [ 14 ] |
| 13 | Nordamerika                                                                                    | 3            | 2014-05-11  | [ 14 ] |
| 14 | Västindien                                                                                     | 16           | 2014-05-11  | [ 14 ] |
| 15 | Oceanien                                                                                       | 15           | 2014-05-11  | [ 14 ] |
| 16 | Västra Balkan och Turkiet                                                                      | 7            | 2014-09-25  | [ 15 ] |
| 17 | Kaukasien, Moldavien, Ukraina och Vitryssland                                                  | 6            | 2015-06-23  | [ 16 ] |
| 18 | Ryssland                                                                                       | 1            | 2015-09-14  | [ 16 ] |
| 19 | Japan, Kina, Mongoliet, Nordkorea, Sydkorea och Taiwan                                         | 6            | 2015-10-12  | [ 17 ] |
| 20 | Bangladesh, Bhutan, Indien, Maldiverna, Nepal, Pakistan och Sri Lanka                          | 7            | 2015-11-02  | [ 18 ] |
| 21 | Europeiska mikrostaterna (Andorra, Monaco, San Marino och Vatikanstaten)                       | 4            | 2015-11-20  | [ 19 ] |
| 22 | Irland och Storbritannien                                                                      | 2            | 2015-11-20  | [ 19 ] |
| 23 | Schengenområdet och medlemsstater inom Europeiska unionen som är bundna av Schengenregelverket | 30           | 2015-11-20  | [ 19 ] |
| –  | Gränsövergångsställena vid de yttre gränserna                                                  | –            | 2016-02-29  | [ 20 ] |

01-03: 
04-11: 
12-23: 

## Relevant lagstiftning
- Rådets beslut 2004/512/EG
- Europaparlamentets och rådets förordning (EG) nr 767/2008
- Rådets beslut 2008/633/RIF
- Europaparlamentets och rådets förordning (EG) nr 810/2009
- Kommissionens beslut 2009/756/EG
- Kommissionens beslut 2009/876/EG
- Europaparlamentets och rådets förordning (EU) 2016/399 (Schengenkodexen)